# سوزی پاک‌دل
سوزی پاک‌دل (انگلیسی: True Heart Susie) فیلمی در ژانر درام به کارگردانی دی. دبلیو. گریفیث است که در سال ۱۹۱۹ منتشر شد. از بازیگران آن می‌توان به لیلین گیش، رابرت هرون، جورج فاست، کیت بروس، لویولا اوکانر و کارول دمپستر اشاره کرد. یک نسخه از این فیلم در بنیاد فیلم بریتانیا موجود است.